# B.O. (filme)
B.O. é um filme brasileiro do gênero comédia de 2019. É dirigido por Daniel Belmonte, o qual também interpreta o protagonista, e Pedro Cadore.

## Sinopse
Pedro (Daniel Belmonte) e Fabricio (André Pellegrino) são dois jovens amigos cineastas que sonham em ter seus roteiros de filmes de comédia aprovados por uma grande produtora, mas sempre acabam sendo rejeitados. Com a frustração, eles passam a acreditar que talvez não sejam tão engraçados. Em uma última tentativa de tentar consolidar a carreira, eles decidem produzir um drama de baixo orçamento para que possa ser apresentado em festivais de cinema. Agora, o futuro dos cineastas no cinema começa a engatar e tudo que em que eles acreditavam passam a ser questionados.

## Elenco
- Daniel Belmonte como Pedro, um cineasta que sonha em dirigir um grande sucesso
- André Pellegrino como Fabrício, um roteirista e melhor amigo de Pedro
- George Sauma com Amaral, amigo de Pedro e Fabrício que aceita a ajudar na produção do filme se ele for o produtor
- Hernane Cardoso como Nanão Cordeiro, um youtuber que é convidado para protagonizar o filme afim de trazer popularidade para a produção
- Hamilton Dias como Joel, o diretor de fotografia
- Luisa Arraes como Isabel, a diretora de arte
- João Sant'Anna como Guimbão, membro da equipe de som
- Rodrigo Arruda com Joninho, membro da equipe de som
- Ronaldo Mourão como Jean Maurice, um francês que fica responsável pelo figurino do filme
- Eduardo Speroni como Cadu Vasconi, um ator que intepreta o irmão do protagonista do filme

#### Participações especiais
- Nelson Freitas como produtor de cinema[3]
- André Mattos como pai de Pedro
- Letícia Isnard como mãe de Pedro
- João Pedro Zappa como João Lucas
- Saulo Arcoverde como Seginho
- Mateus Solano como ele mesmo

## Produção
B.O. é uma produção independente que foi realizado de maneira coletiva com investimento a partir de recursos obtidos em uma plataforma de financiamento coletivo. Trata-se de uma  parceria de um grupo de jovens artistas determinados a unir forças para se inserir no mercado audiovisual brasileiro. O enredo do filme se apoia em uma metalinguagem para exemplificar a dificuldade de pessoas que querem realizar produções culturais de forma independente. É coproduzido pelo Canal Brasil.

## Lançamento
O filme teve sua première nacional participando do Festival Internacional Criativo Audiovisual de 2017. A estreia internacional no Los Angeles Brazilian Film Festival (LABRFF) de 2018. Chegou aos cinemas em 09 de maio de 2019, em salas das cidades de São Paulo e Rio de Janeiro.

## Recepção

### Resposta da crítica
Marcelo Müller, do site Papo de Cinema, escreveu: "A leveza é preservada ao ponto de gerar um passatempo gostoso. Os cineastas Daniel Belmonte e Pedro Cadore parecem efetivamente buscar o escapismo como antídoto à sisudez dos temas encarados, fazendo, a partir do acúmulo de situações arquetípicas, uma caricatura das coxias da rodagem."
Ruy Gardnier, em sua crítica ao O Globo, disse: "O filme bebe na caricatura o tempo todo, mas jamais consegue extrair dela algo além da banalidade grotesca. Ao fim, é só uma celebração narcisista da classe média boêmia."
Bruno Carmelo, em sua crítica ao site AdoroCinema, escreveu: "Aliado à montagem pertinentemente elíptica e ao trabalho muito competente de som, o resultado jamais confunde a debilidade do filme-dentro-do-filme com a qualidade da própria obra. Em paralelo, as atuações são desenvoltas, fruto de uma série de participações de atores habituadas a este tipo de comédia – mesmo que George Sauma, como de costume, amplie sua composição alguns graus acima do necessário. Para um filme de tamanha criatividade, e versando sobre a arte de se virar a qualquer preço, faltou apenas a habilidade de mesclar humor a reflexão."

## Prêmios e indicações
| Ano  | Festival                                                     | Categoria    | Nomeações                                   | Resultado | Ref.                |
| ---- | ------------------------------------------------------------ | ------------ | ------------------------------------------- | --------- | ------------------- |
| 2017 | FICA.VC - Festival Internacional Colaborativo do Audiovisual | Melhor Filme | Daniel Belmonte, Pedro Cadore e Bruno Bloch | Venceu    | [carece de fontes?] |
| 2018 | Los Angeles Brazilian Film Festival                          | Comédia      | Daniel Belmonte, Pedro Cadore e Bruno Bloch | Venceu    | [carece de fontes?] |